# Ophthalmoblysis lydius
Ophthalmoblysis lydius är en fjärilsart som beskrevs av Charles Oberthür 1916. Ophthalmoblysis lydius ingår i släktet Ophthalmoblysis och familjen mätare. Inga underarter finns listade i Catalogue of Life.